# Lapptjärnen (Viksjö socken, Ångermanland)
Lapptjärnen är en sjö i Härnösands kommun i Ångermanland och ingår i Indalsälvens huvudavrinningsområde.